# Rio Ngumoha
Rio Ngumoha (* 29. srpna 2008) je anglický fotbalový útočník, který hraje za Liverpool.

## Klubová kariéra

### Liverpool
Do Liverpoolu přišel v září 2024 z Chelsea. Za A-tým debutoval v lednu 2025 v FA Cupu proti Accringtonu Stanley. Ngumoha se stal druhým nejmladším hráčem, který za Liverpool nastoupil v soutěžím zápase a nejmladším, který nastoupil v základní sestavě.

## Úspěchy

### Klubové
Liverpool
- Community Shield: 2025 (finalista)